# Ruisseau de Larone
Le ruisseau de Larone est une rivière du sud de la France. C'est un affluent direct du Tarn en rive gauche, donc un sous-affluent de la Garonne.

## Géographie
De 23,6 km de longueur, le ruisseau de Larone prend sa source commune de Montech se jette dans le Tarn en rive gauche dans la commune de Castelsarrasin.

### Communes et cantons traversés
- Tarn-et-Garonne : Labastide-du-Temple, Les Barthes, Saint-Porquier, La Ville-Dieu-du-Temple, Escatalens, Montech, Lacourt-Saint-Pierre, Castelsarrasin.

## Principaux affluents
- Ruisseau du Bois de Garrigou : 3,7 km
- Ruisseau de Bélou : 2,7 km
- Ruisseau de Montagné : 5,4 km
- Ruisseau de la Pissotte : 2,3 km
- Ruisseau de la Ravajole : 5,9 km
- Riou Tort : 4,9 km